# Лазебник Юхим Антонович
Юхи́м Анто́нович Лазе́бник (25 грудня 1911, село Боровикове, тепер Звенигородського району Черкаської області — 25 жовтня 2006, місто Київ) — український журналіст, літературознавець, редактор газет. Голова Спілки журналістів України (1965—1966 роки). Доктор філологічних наук (1965), професор (1967).

## Життєпис
Народився 25 грудня 1911 (7 січня 1912) року в селянській родині. У 1928—1932 роках — робітник копальні імені Леніна, у 1932—1934 роках — секретар комітету комсомолу на руднику імені Дзержинського в місті Кривому Розі на Дніпропетровщині.
З 1935 року перебував на журналістській роботі: літературний працівник, завідувач відділу Криворізької міської газети «Червоний гірник». Член ВКП(б) з 1937 року.
У 1937—1944 роках — співробітник республіканської газети «Комуніст». 
Закінчив робітничий факультет, у 1938 році закінчив заочно три курси Криворізького педагогічного інституту Дніпропетровської області. У 1950 році закінчив екстерном Київський державний університет імені Тараса Шевченка.
У червні 1944 — листопаді 1952 року — відповідальний редактор Волинської обласної газети «Радянська Волинь». Одночасно, у 1951—1953 роках — старший викладач факультету мови і літератури Луцького державного педагогічного інституту імені Лесі Українки.
У листопаді 1952 — 1956 року — заступник завідувача відділу пропаганди і агітації ЦК КПУ.
У 1956—1973 роках — відповідальний редактор республіканської газети «Робітнича газета». Одночасно, від 1953 викладав у Київському державному університеті імені Тараса Шевченка: викладач, доцент, професор кафедри теорії та практики радянської преси.

Могила Юхима Лазебника та його родини, Байкове кладовище

У 1961 році захистив кандидатську дисертацію «Печать — острейшее оружие критики и самокритики», а у 1965 році — докторську дисертацію «Проблеми літературної майстерності в журналістиці».
У 1965—1966 роках — голова Спілки журналістів України.
У 1974—1992 роках — завідувач кафедри дитячої і юнацької літератури та бібліотечної роботи з дітьми Київського інституту культури. Досліджував проблеми історії та теорії журналістики й публіцистики.
Потім — на пенсії у місті Києві. Помер на 95-му році життя 25 жовтня 2006 року. Похований на центральній алеї Байкового кладовища разом з родиною (ділянка № 43а).

### Родина
Син — дипломат Станіслав Лазебник (нар. 1937). Онук — дипломат, літературознавець Юрій Лазебник (1962—2021).

## Нагороди
- орден Трудового Червоного Прапора (4.05.1962)
- орден «Знак Пошани» (23.07.1945)
- орден «За заслуги» 3-го ст. (Україна) (1997)
- медалі